# 调质处理
调质处理是淬火加高温回火的连续工艺，获得的组织为回火馬田散鐵，具有良好的综合力学性能。调质处理的钢与正火相比，不仅强度高，而且塑性、韧性也远高于正火钢。

## 分类
调质处理应按综合力学性能分为高韧性调质、强韧性调质和高强度调质三类。
- 高韧性调质是工件经淬火后进行650～700℃超高温回火，也称韧化处理，不仅可以使工件获得一定高的强度和塑性，而且可以获得相当高的韧性。
- 强韧性调质是传统的调质处理，工件淬火后常在550～650℃高温回火，目的在于提高钢的韧性，使强度和韧性相匹配，得到较高的综合力学性能。
- 高强度调质也称硬性调质，工件淬火后进行500～600℃的高温回火，是使工件在获得较高的塑性、韧性的同时显著提高硬度和强度。

## 脚注
1. ↑  回火馬田散鐵为多边形的铁素体（ferrite）和细粒状渗碳体（Fe3C）的混合组织。
2. ↑  正火后的组织为细片状珠光体，其中的渗碳体为片状。